# Bateria św. Piotra
Bateria św. Piotra (malt. Batterija ta' San Pietru, ang. Saint Peter's Battery) – bateria artyleryjska w Kalkara na Malcie, zbudowana przez powstańców maltańskich podczas blokady Francuzów w latach 1798–1800. Była częścią łańcucha baterii, redut i umocnień (entrenchments), okrążających francuskie pozycje w Marsamxett i Grand Harbour.
Leżała około 300 metrów od tylnej strony Baterii Klasztor Kapucynów, jej załogę prawdopodobnie stanowili członkowie milicji z Żejtun. Posiadała sklepione sale podziemne, służące jako koszary. Pozostałe detale odnośnie do baterii i jej uzbrojenia nie są znane.
Podobnie do pozostałych fortyfikacji blokujących Francuzów, Bateria św. Piotra została rozebrana, możliwe, że po roku 1814. Nie pozostały po niej żadne widoczne ślady.